# (73054) 2002 EO153
(73054) 2002 EO153 – planetoida z pasa głównego asteroid okrążająca Słońce w ciągu 3,54 lat w średniej odległości 2,32 j.a. Odkryta 15 marca 2002 roku.